# Slam poetry
A slam poetry a performansz olyan műfaja vagy eseménye, ahol a résztvevők saját alkotásaikat adják elő, melyek ötvözik a líra, a dráma, a rap, és a stand up jegyeit. Minden alkotónak három perce és 15 másodperc tiszteletideje van, és általában a közönség soraiból választott ötfős zsűri értékeli az előadókat, a slammereket. A slammerek nem használhatnak jelmezt illetve kelléket a performansz során. A zsűri általában numerikus értékelést használ, mint például a nullától tízig terjedő skála. Célja a közönség bevonása, hatásgyakorlás, elgondolkodtatás. A magyar slammelőkre néha jellemző, hogy az üzeneteik élét trágár szavak segítségével igyekeznek fokozni.

## Története
A slam poetry története 1984-ben indult, amikor egy építőipari munkás, Marc Smith, önjelölt költő és barátai a kedvenc klubjukban felolvasó esteket szerveztek egymás szórakoztatására. Később a szervezők több csapatot is meghívtak az eseményre, amely így komolyabb versennyé nőtte ki magát. A hangsúly itt már nem a versek hangulatáról szólt, hanem sokkal inkább performansz lett. Nagyobb esteken, amikor több csapat illetve egyén indult, akkor az egész egyfajta párbajjá alakult át, ahol a közönségé volt a döntő szó. Ezután a slam poetry szerte a világon elterjedt, mint például Európa egyes országaiban, Japánban, Dél-Koreában, Indiában stb. Magyarországon a 2010-es évektől kezdve kapott nagyobb publicitást, elsősorban az fiatal urbánus értelmiség körében.

## Lebonyolítás
Magyarországon a klubesteken egykörös verseny során dől el a végeredmény. Az évente megrendezésre kerülő országos bajnokságon előválogatók előzik meg, a döntőt, ahol a szakmai zsűri, a közönség egy véletlenszerűen választott tagjával kiegészülve dönti el a továbbjutókat. Az országos bajnokságon két fordulóban dől el a végeredmény. Az első fordulókban több csapat/egyén felléphet, majd ezeket pontozva a továbbjutók részt vehetnek a következő fordulókban. A műveiket legfeljebb 3 perc alatt kell előadni, lehető legjobb performansszal. A választott zsűri, illetve a közönség döntenek a továbbiakról.

## Típusai
- Open Slam: Nyitott slam, itt bárki részt vehet, akár a közönség soraiból is.
- Invitational Slam: Meghívásos verseny, itt előre kiválasztott slammerek mérkőznek meg egymással.
- Showcase: verseny nélküli bemutató előadás, ahol általában meghívott slammerek lépnek föl.
- Theme Slam: Itt előre megadott témában kell írni slameket.
- Team Slam: Két vagy több fő közös produkciója. Az időkorlát ebben az esetben 4 perc és 15 másodperc tiszteletidő